# Ацесульфам
Ацесульфам (калиевая соль 2,2-диоксида 3,4-дигидро-6-метил-1,2,3-оксатиазин-4-она) — подсластитель синтетического происхождения, примерно в 180—200 раз слаще сахарозы (традиционного кулинарного сахара). Зарегистрирован как пищевая добавка E950 в Европейском союзе. Представляет собой белый кристаллический порошок, легко растворимый в воде. Он был случайно открыт в 1967 году немецким химиком Карлом Клауссом в компании Hoechst.

## История
Ацесульфам был разработан после случайного открытия аналогичного соединения: 5,6-диметил-1,2,3-оксатиазин-4 (3H)-он 2,2-диоксид в 1967 году Карлом Клауссом и Харальд Йенсен в компании Hoechst. Случайно погрузив пальцы в химикаты, с которыми он работал, Клаус лизнул их, чтобы взять лист бумаги. Клаус является изобретателем, внесённым в патент Соединённых Штатов, выданный в 1975 году правопреемнику Hoechst Aktiengesellschaft на процесс производства ацесульфама калия. Последующие исследования показали, что ряд соединений с одинаковой основной кольцевой структурой имеет разный уровень сладости. 6-метил-1,2,3-оксатиазин-4 (3ЧАС)-он 2,2-диоксид обладал особенно благоприятными вкусовыми характеристиками и был относительно легко синтезирован, поэтому он был выбран для дальнейших исследований и получил своё родовое название — «ацесульфам калия» от Всемирной Организация Здравоохранения в 1978 году. Впервые ацесульфам калия был одобрен для использования в качестве столового подсластителя в США в 1988 году.

## Свойства
Ацесульфам калия в 200 раз слаще сахарозы (обычного сахара), такой же сладкий, как аспартам, примерно на две трети такой же сладкий, как сахарин, и на одну треть такой же сладкий, как сукралоза. Как и сахарин, он имеет слегка горьковатое послевкусие, особенно в высоких концентрациях. Компания Kraft Foods запатентовала использование ферулята натрия для маскировки послевкусия подсластителя. Ацесульфам калия часто смешивают с другими подсластителями (обычно сукралозой или аспартамом). Считается, что эти смеси придают Ацесульфаму более похожий на сахар вкус, благодаря чему каждый подсластитель маскирует послевкусие другого или проявляет синергетический эффект, благодаря которому смесь становится слаще, чем её отдельные компоненты. Ацесульфам калия имеет меньший размер частиц, чем сахароза, что позволяет его смесям с другими подсластителями быть более однородными.
В отличие от аспартама, ацесульфам калия стабилен при нагревании даже в умеренно кислых условиях, что позволяет использовать его в качестве пищевой добавки при выпечке или в продуктах, требующих длительного срока хранения. Хотя ацесульфам калия имеет стабильный срок годности, в конечном итоге он может разлагаться до ацетоацетамида, который является токсичным в высоких дозах. В газированных напитках он почти всегда используется в сочетании с другим подсластителем, таким как аспартам или сукралоза. Он также используется в качестве подсластителя в протеиновых коктейлях и фармацевтических продуктах, особенно в твёрдых и жидких лекарствах, позволяя сделать активные ингредиенты более вкусными.

## Безопасность
Как и в случае с другими искусственными подсластителями, существует озабоченность по поводу безопасности ацесульфама калия. Управление по санитарному надзору за качеством пищевых продуктов и медикаментов США (FDA) одобрило его общее применение в качестве подсластителя и усилителя вкуса. Критики зачастую утверждают, что ацесульфам калия недостаточно изучен и может являться канцерогенным веществом. Однако подобные претензии отклоняются Европейским агентством по безопасности пищевых продуктов (EFSA) и FDA.
В отдельных средствах массовой информации в публикациях, посвящённых подсластителям, часто утверждается, что ацесульфам может вызывать рак (согласно исследованиям 1970 года), однако 9-месячные токсикологические исследования показали отсутствие связи между приёмом ацесульфама и вероятностью возникновения опухолей.
Объединённый экспертный комитет ФАО/ВОЗ по пищевым добавкам (JECFA) в 1990 году установил допустимое суточное потребление ацесульфама калия на уровне 15 мг/кг массы тела. Считается, что при соблюдении данной дозировки подсластитель не оказывает вредного воздействия на организм человека.

## Синтез
В промышленности используются несколько методов синтеза ацесульфама. Практически во всех синтезах в качестве предшественника четырёхуглеродного фрагмента метилоксатиазинового цикла используются производные ацетоуксусной кислоты — её эфиры, либо дикетен — лактон её енольной формы, которые вводятся в реакцию с производными аминосульфоновой кислоты.
Так, ацесульфам может быть синтезирован конденсацией в эфире фторсульфонилизоцианата FSO2NCO и трет-бутил ацетоуксусного эфира с последующей циклизацией под действием гидроксида калия. Описан также метод синтеза ацесульфама из триэтиламмониевой соли и дикетена: на первой стадии происходит раскрытие оксетанового цикла с образованием амида ацетоуксусной кислоты, который затем циклизуется действием серного ангидрида: